# Битка код побрђа Вими
Битка код побрђа Вими је била почетна битка у једном ширем британском походу познатом под називом Битка код Араса током Првог светског рата. Сматра се великим догађајем у канадској историји, због тога што су канадске снаге извеле главни напад и освојиле дотад неосвојиво узвишење.

## Значај
Вими се налази у северној Француској и био је једна од најтврђих тачака одбране на целом Западном фронту и мислило се да је неосвојива тврђава. Узвишење је било кључно у Првом светском рату. Протезало се од града Вимија до Живанши ан Гоел и била је Немцима кључна за контролу великог дела околне територије. За савезнике је била једина већа препрека, која их је задржавала од отворене Ленс-Дуа низије. Немачка армија је узвишење утврдила са тунелима, са три реда ровова иза бодљикаве жице, масивном артиљеријом и бројним митраљеским гнездима. Французи и Британци су имали хиљаде страдалих у претходним покушајима освајања. Французи су 1915. ту изгубили 150.000 људи.

## Припреме за напад
Савезнички команданти су одлучили да изврше напад 1917. Задатак је поверен релативно свежим, али претходно успешним канадским снагама. По први пут 4 канадске дивизије канадског корпуса су се бориле заједно. Прикључене су британској 5. пешадијској дивизији. Канадски команданти су одлучили да науче из претходних грешака, које су ту направили Французи и Британци, па су месецима проучавали и планирали напад. Направили су чак и макету узвишења у својој позадини, тако да су тренирали тактику коришћења водова, па су предавали детаљне мапе обичним војницима. Сваки вод је добијао специфичан задатак, а не као до тада неодређене инструкције од одсутних генерала. Применили су старе технике, као што је детонација великих мина под немачким рововима.

## Седмодневна артиљеријска припрема напада
Канадски корпус је 2. априла 1917. започео са дотада највећом артиљеријском паљбом у историји. Гранатитрали су немачке ровове седам дана и испалили су преко милион граната. Немачка артиљерија је била сакривена иза узвишења, али помоћу звука и светлости Канађани су могли да их отприлике лоцирају, а великим бројем граната и елиминишу. Уништили су на тај начин 86% немачких топова. Канађани су током те седмице извели мноштво ноћних напада на немачке ровове, иако је генерал Артур Кури то сматрао ризиком и губитком људства. Напад је био тако бучан, да се могао чути и у Лондону.

## Напад
У зору, на ускршњи понедељак 9. априла 1917. 30.000 Канађана је започело напад користећи технику пузећег баража. Та тактика је и раније кориштена у бици на Соми, али артиљерија би ишла већом брзином од пешадије. Да би напад пузећим баражом био успешан артиљерија мора координисано засипати гранатама подручје тек нешто испред пешадије и да при томе следи брзину пешадијског напада. Канађани су усавршили технику пузећег баража. Војска би се кретала ничијом земљом иза непрекидне линије засуте гранатама. Кориштено је и неколико нових метода противартљеријске паљбе, чиме су додатно елиминисали велики део немачке артиљерије и заштитили војску у напредовању. Канађани су користили и технику звану „индиректна ватра“, која је користила митраљеску ватру и засипала немачке ровове ватром да не да немачкој војсци да дигне главу из ровова док наступа канадска пешадија. После нешто мање од два сата три од 4 канадске дивизије постигле су циљ. Четврта дивизија је била задржана митраљеским гнездима на највишој тачки избочине познате као „кота 145". Ту је 87. батаљон претрпео 50% губитака. Као појачање на тај део стигла је 87. пешадијска пуковнија, чија је главна функција била инжењеријска и опскрбна. Кота 145 је освојена до краја дана.
До 12. априла Канађани су освојили узвишење.

## Резултат битке
Канађани су имали 3.589 мртвих и 7.104 рањених. Немачка 6. армија је у тој бици имала 20.000 жртава. Осим тога Канађани су заробили 4.000 Немаца. Губитак узвишења присилио је Немце на повлачење у низије, које је било много теже бранити. Напад на извишење и његово освајање имало је ограничен стратешки значај, јер канадску победу савезници нису искористили на одговарајући начин, великим делом јер је истовремени британски и аустралијски напад на југу био неуспешан. Међутим тај продор је био од великога тактичког значаја, јер је ослободио град Арас од непосредне претње и показало се да се линије фронта могу померати после година мировања фронта. Победа у бици за узвишење Вими је била прва савезничка победа после готово годину и по. Пораз је био деморализирајући за Немце, јер су узвишење сматрали једном од несавладиво јаких тачака.
Годину дана касније савезници су држали узвишење Вими, чак кад су Немци дошли близу Париза. Избочина се показује као одлично место са кога се могу изводити ефикасни контранапади.

## Британско учешће
Британци су учествовали са 132 тешка и 102 лака топа, а Канађани са 863 топа. Од 13 бригада у бици је суделовала и једна британска бригада.